# Paramýtha
Paramýtha (grec moderne : Παραμύθα) est un village de Chypre situé dans le district de Limassol.